# Frederik Lauenborg
Frederik Lauenborg (18 maggio 1997) è un calciatore danese, centrocampista del Randers.

## Caratteristiche tecniche
È un centrocampista centrale.

## Carriera
Cresciuto nel settore giovanile del Randers, fa il suo esordio il 26 agosto 2017 in occasione dell'incontro di Superligaen perso 2-0 contro l'Helsingør; segna la sua prima rete il 27 novembre 2020, nel match vinto 2-1 contro l'Odense.

## Statistiche
Statistiche aggiornate al 14 febbraio 2021.

### Presenze e reti nei club
| Stagione        | Squadra         | Campionato      | Campionato | Campionato | Coppe nazionali | Coppe nazionali | Coppe nazionali | Coppe continentali | Coppe continentali | Coppe continentali | Altre coppe | Altre coppe | Altre coppe | Totale | Totale | Totale |
| Stagione        | Squadra         | Comp            | Pres       | Reti       | Comp            | Pres            | Reti            | Comp               | Pres               | Reti               | Comp        | Pres        | Reti        | Pres   | Reti   |        |
| --------------- | --------------- | --------------- | ---------- | ---------- | --------------- | --------------- | --------------- | ------------------ | ------------------ | ------------------ | ----------- | ----------- | ----------- | ------ | ------ | ------ |
| 2017-2018       | Randers         | SL              | 14+4       | 0          | CD              | 0               | 0               |                    | -                  | -                  |             | -           | -           | 18     | 0      |        |
| 2018-2019       | Randers         | SL              | 20         | 0          | CD              | 0               | 0               |                    | -                  | -                  |             | -           | -           | 20     | 3      |        |
| 2019-2020       | Randers         | SL              | 31         | 0          | CD              | 1               | 0               |                    | -                  | -                  |             | -           | -           | 32     | 0      |        |
| 2020-2021       | Randers         | SL              | 14         | 1          | CD              | 1               | 0               |                    | -                  | -                  |             | -           | -           | 15     | 1      |        |
| Totale carriera | Totale carriera | Totale carriera | 83         | 1          |                 | 2               | 0               |                    | -                  | -                  |             | -           | -           | 85     | 1      |        |

## Palmarès

### Club

#### Competizioni nazionali
- Coppa di Danimarca: 1

Randers: 2020-2021